# آبي وبريتاني هينسل
آبي وبريتاني هينسل (بالإنجليزية: Abigail and Brittany Hensel)‏ هما توأم ملتصق ولدتا في 7 مارس عام 1990 بمقاطعة كارفر بولاية مينيسوتا ولكل واحد منهما رأس منفصل ورئتين وقلبين ومعدتين، وكبد، وأمعاء كبيرة واحدة، وجهاز تناسلي واحد، إذ تتحكم آبي بالجانب الأيمن من جسميهما في حين تتحكم بريتاني في الجانب الأيسر.

## الجسم والأعضاء
يشترك التوأمان بالجسم ولهما رأسان ورقبتان منفصلتان، والصدر أوسع من حجمه الاعتيادي، ولهما ذراعين، وساقين. عند الولادة كان لديهما ذراع أخرى رديمية (ناقصة التطور) من وسط قاعدة الرقبتين من الجهة الخلفية وقد تمت إزالتها.
يميل رأس آبي نحو الخارج بحوالي 5 درجات إلى جهة اليمين، بينما يميل رأس بريتاني أفقيا بحوالي 15 درجة إلى جهة اليسار، وهو الأمر الذي يجعلها تبدو أقصر حتى عندما تجلس. إن ساق بريتاني أقصر من ساق آبي بمقدار بوصتين تقريبا لذا تميل بريتاني إلى الوقوف والمشي على أطراف أصابع القدم مما جعل عضلات الساق لديها أكبر بكثير من آبي. النمو المستمر للعمود الفقري لآبي عولج جراحيا واوقف بعد توقف نمو بريتاني قبل الأوان. خضع التوأمان في سن الثانية عشر لعملية جراحية في مركز الرعاية الصحية المتخصصة في جيليت للأطفال لتصحيح الانحناء الجانبي غير الطبيعي للعمود الفقري، ولتوسيع تجويف الصدر تفاديا لوقوع صعوبات مستقبلية في التنفس.
كل واحدة من التوأم تدير جانبا واحدا من الجسم. ويقتصر شعور اللمس عند كل منهما على أحد جانبي جسميها.
وهو يتدرج على مستوي منصف بينهما عدا بعض التداخل في خط الوسط. لكن آلام المعدة لا تشعر بها إلا التوأم على الجانب المعاكس.
يقوم التوأمان بممارسة النشاطات الحركية بفعالية من خلال التعاون باستخدام اليدين أو الساقين بتنسيق جهودهما لأداء الحركات المطلوبة، فهما قادرتان على المشي، والركض، والسباحة، وركوب الدراجة. وقد تعلمتا جميع هذه المهام بسرعة عادية. كما يمكنهما أن يكتبا على لوحة مفاتيح الكمبيوتر بسرعة عادية وتستطيعان قيادة السيارة. ومع ذلك، فإن ارتفاعها المتباين (آبي، 5 قدم 2 إنش (1.57 م)، (بريتاني، 4 قدم 10 إنش (1.47 م) قد أدى إلى صعوبة في موازنة الدراجة.